# Wecota
Wecota è una comunità non incorporata (unincorporated community) della contea di Faulk nello Stato del Dakota del Sud, negli Stati Uniti.

## Geografia fisica
Wecota si trova a nove miglia a nord di Faulkton, il capoluogo della contea.

## Storia
Wecota è stata fondata nel 1907 dalla Minneapolis and St. Louis Railway come fermata sul ramo ferroviario, costruito nello stesso anno, tra Conde e LeBeau. Il servizio ferroviario a Wecota è stato interrotto nel 1940.
L'ufficio postale è stato aperto il 10 aprile 1907.
La città ha due strade, Main Street e Third Avenue. In origine, la città possedeva cinque strade e cinque viali, ma solo Main Street e Third Avenue si svilupparono.
Si pensa che il nome derivi dalla lingua sioux e significhi "amico".